# Vadim Fotescu
Vadim Fotescu (n. 14 februarie 1969) este un jurist și politician din Republica Moldova, deputat în legislatura a XXI-a a Parlamentului Republicii Moldova, ales pe listele Partidului „ȘOR”.

## Educație și pregătire militară
Vadim Fotescu a făcut serviciul militar în 1987-1989 în Serviciul Grăniceri KGB al Uniunii Sovietice, obținând gradul militar plutonier. În anii 1990-1996, a studiat la Universitatea de Stat din Moldova, Facultatea de Drept, specializarea jurisprudență, la frecvență redusă.

## Carieră
În anul revenirii din armată, Fotescu s-a angajat ca operator de fotolitografie la uzina „Mezon”, urmând ca în 1992 să lucreze o scurtă perioadă ca operator de litografie la „Moldcomimpex” SRL. A fost inginer-coordonator la „Zimbrul” SRL (1992-1993) și „Moldinvest” SRL (1993-1995), cât și manager-jurist la „Moldcomimpex” SRL (1998). Au urmat o serie de angajări în calitate de jurist la diferite firme: „Vialan” SRL (1998-1999), ÎM „Energomontaj” (1999-2002), BC „Banca Socială” AO (2002-2003), „Dufremol” SRL (2008-2012), „Maxiproff Consulting” SRL (2013-2015), SC „Dufremol” SRL (2015-2019), „Praxis Audit” SRL (2017-2019) și „DFM” SRL (2018-2019). În perioada 2017-2019 a fost director al „Profistaff” SRL.
Conform RISE Moldova, Fotescu a mai fost asociat unic la Aerofood SRL, firmă care gestionează mai multe localuri amplasate în incinta Aeroportului Chișinău. A vândut firma în 2017.
Aceeași sursă consemnează că juristul a fost administrator al Grand Imobiliare SRL între octombrie 2011 și iulie 2012. Prin această firmă, Ilan Șor ar fi încercat să preia Palatul de Cultură al Sindicatelor din Chișinău și să construiască un centru comercial în locul lui.

### Activitate politică
Fotescu este membru al Partidului „ȘOR” din 2016. La alegerile parlamentare din 2019, a concurat atât pe listele de partid și a câștigat un mandat în parlament.

## Viață personală
Vadim Fotescu este căsătorit și are un copil. Este domiciliat în municipiul Chișinău. Cunoaște limbile rusă și română.